# Baszta Złodziejska na Wawelu
Baszta Złodziejska – jedna z trzech w pełni zachowanych baszt na Wawelu, położona w zachodniej części wzgórza. 
Wzniesiona została w XIV wieku w linii gotyckiego muru obronnego. W XVI wieku wieża „kędy złocznyńcę sadzają” była niszczona przez pożary i kilkakrotnie odnawiana. W 1853 roku została przebudowana przez Austriaków, którzy dobudowali na szczycie ceglany krenelaż. W 1854 roku dobudowano do niej klatkę schodową, którą rozebrano w 1946 roku. W latach 1950–1951 przywrócono stan z XVIII wieku, zgodnie z projektem opracowanym pod kierunkiem Witolda Minkiewicza. 
W latach 2014–2015 przeprowadzono restaurację baszty, m.in. zrekonstruowano dach czterospadowy, jakim pierwotnie była nakryta.
W podziemnej części baszty zachował się loch więzienny. W baszcie znajduje się magazyn zabytków archeologicznych odnalezionych podczas prac wykopaliskowych na Wawelu.

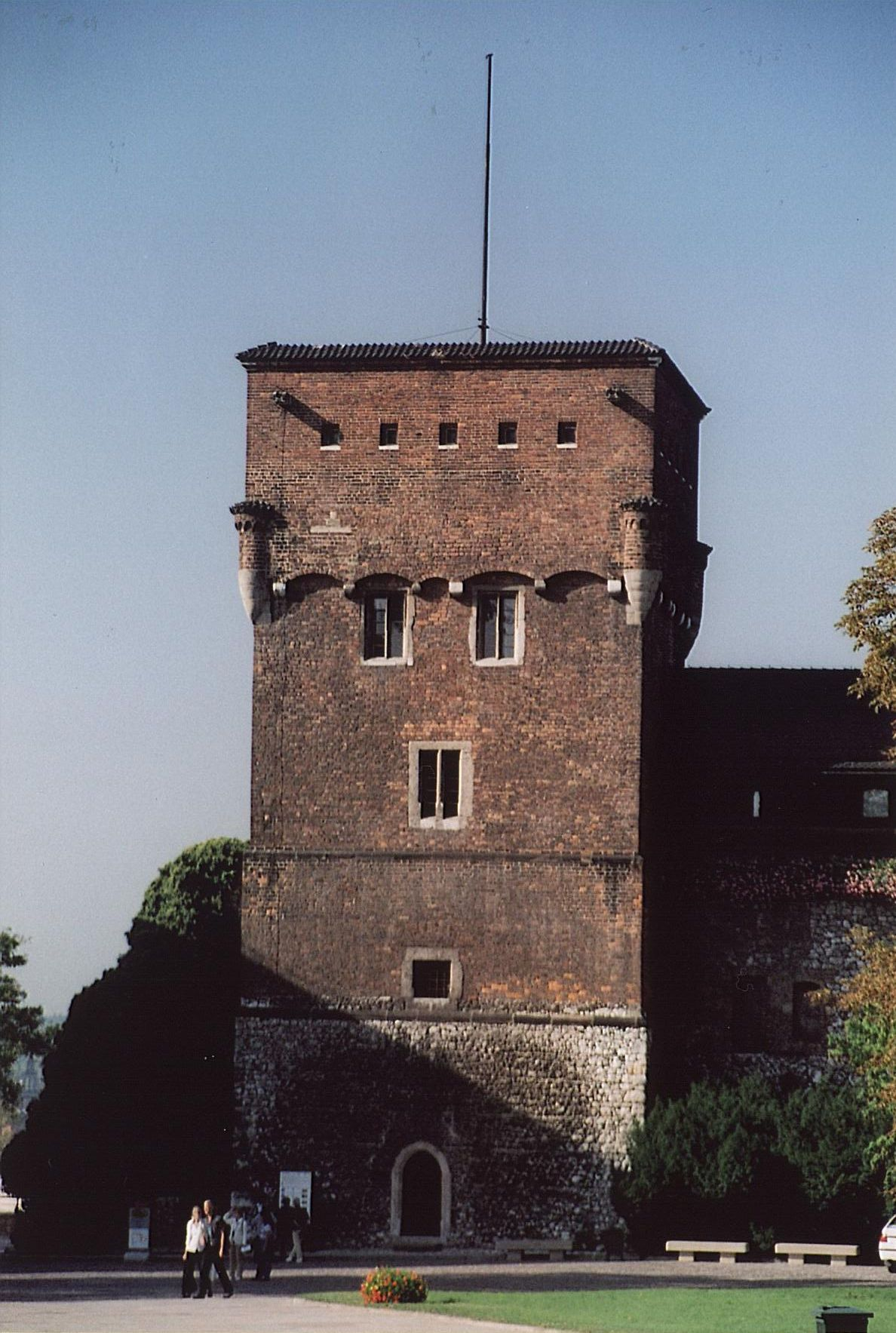
Baszta przed rekonstrukcją zwieńczenia
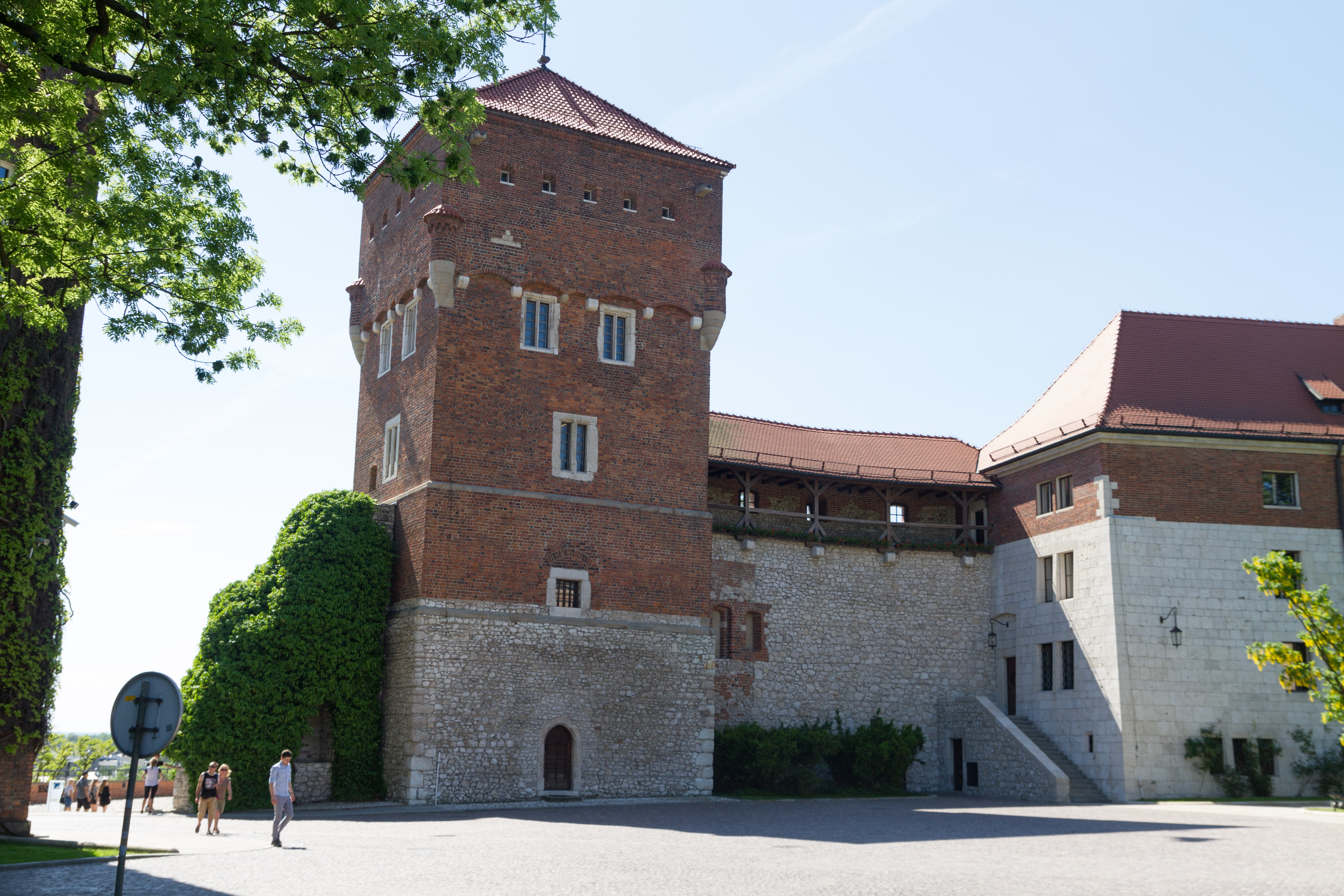
Baszta po rekonstrukcji dachu
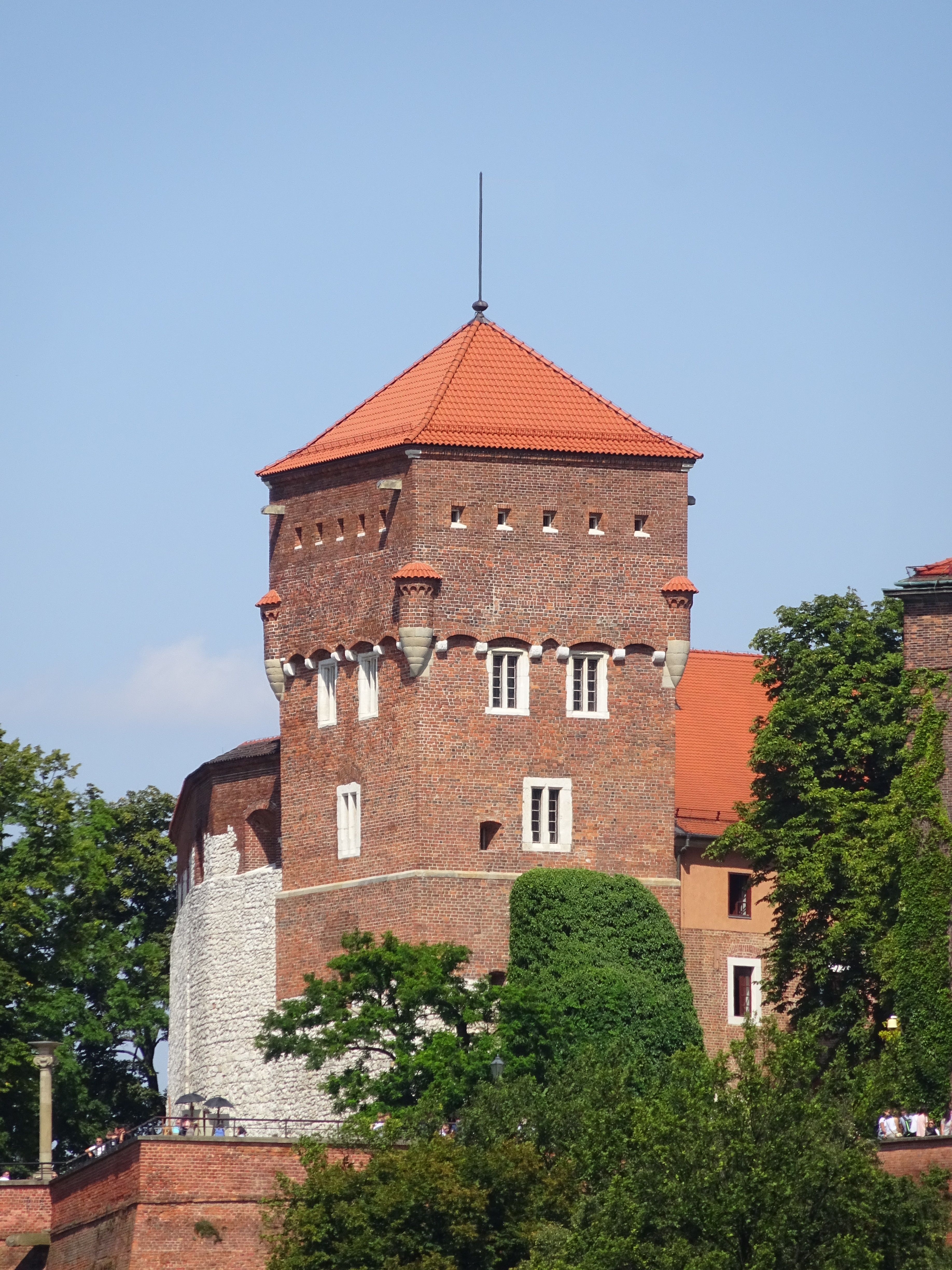
Baszta Złodziejska od południowego zachodu (z Bulwarów Wiślanych)